# Livoneca parasilura
Livoneca parasilura är en kräftdjursart som beskrevs av Shen 1936. Livoneca parasilura ingår i släktet Livoneca och familjen Cymothoidae. Inga underarter finns listade i Catalogue of Life.